# Мовсесян, Владимир Мигранович
Влади́мир Мигра́нович Мовсеся́н (арм. Վլադիմիր Մովսիսյան; 12 ноября 1933, с. Кзлоран (с 1946 г. - Шенаван), Караклисский район — 5 ноября 2014, Ереван) — советский, армянский партийный, хозяйственный и государственный деятель, первый секретарь Центрального комитета Коммунистической партии Армении (в 1990).

## Биография
- 1953—1958 — учился в Ереванском зооветеринарном институте.
- 1966—1969 — учился в Высшей партийной школе при ЦК КПСС.
- 1952—1953 — заведующий клубом в селе Шенаван Спитакского района.
- 1958—1965 — работал в управлениях сельскохозяйственного производства Калининского, Кироваканского и Степанаванского районов Армянской ССР главным ветеринаром.
- 1965—1969 — начальник управления сельскохозяйственного производства
- 1969—1973 — первый секретарь Арташатского райкома ЦК Коммунистической партии Армянской ССР.
- 1973—1974 — заместитель заведующего отделом сельского хозяйства ЦК КПА.
- 1974—1975 — первый секретарь Степанаванского райкома КПА.
- 1975—1978 — заведующий сельхозотделом ЦК КПА.
- 1978—1984 — заместитель председателя Совета министров Армянской ССР.
- 1984—1990 — первый заместитель председателя СМ Армянской ССР.
- 1986—1988 — одновременно председатель Госагропрома Армянской ССР.
- 1988—1990 — председатель республиканского комитета по делам мигрантов.
- с января 1990 — начальник штаба по чрезвычайным ситуациям республики.
- апрель-октябрь 1990 — первый секретарь Центрального комитета Коммунистической партии Армянской ССР. На XXVIII съезде КПСС избран членом Политбюро ЦК КПСС, из которого вышел в связи с отсутствием решения вопроса Нагорного Карабаха.
- До 1991 — депутат Верховного совета Армянской ССР (депутат 8-10 созывов).
- В 1991 — заместитель министра сельского хозяйства и продовольствия СССР.
- С декабря 1991—1996 — начальник Государственного управления по делам миграции и беженцев Армении.
- 1993 — руководитель территориального штаба обороны Иджевана.
- 1993—1994 — организовал строительство 2837 домов и квартир в непризнанной НКР; возвращение в НКР 40 тысяч беженцев.
- В 1996 (до ноября) — губернатор Гегаркуникского марза.
- 1996—1999 — министр сельского хозяйства.
- 1999—2004 — советник премьер-министра.
- С 2004 — исполнительный директор Фонда восстановления и развития лесов.
- С 2009 — член Общественного совета.
- С 2012 — председатель Комиссии по вопросам озера Севан при Президенте Армении.

В 2012 году на выборах в Национальное Собрание Армении выдвигался по избирательному списку Республиканской партии.
Член КПСС с 1961 года. Доктор сельскохозяйственных наук. Академик Сельскохозяйственной академии Армении (1997), профессор (2000).
Почётный гражданин Шуши, Еревана и Спитака. С 2002 года школа села Шенаван носит его имя.
Скончался 5 ноября 2014 года.

## Награды
- орден Святого Месропа Маштоца (1999)[источник не указан 932 дня];
- орден Почёта (12 ноября 2013) — за многолетнюю и эффективную государственно-общественную деятельность, а также большой вклад в развитие экономики[2];
- Два ордена Трудового Красного Знамени[источник не указан 932 дня];
- орден «Знак Почёта» (1966)[источник не указан 932 дня];
- почётный гражданин Еревана (2001)[источник не указан 932 дня];
- медали СССР[источник не указан 932 дня].